# Tremembé
Teremembé, izolirana indijanska etnolingvistička porodica, jezik i pleme iz brazilske države Ceará (na municipio de Itarema), čiji su jedini član pleme i jezik Tremembé ili Teremembé. U prošlosti su naseljavali cijelu obalu od Ceare do Maranhãoa, dok danas postoje 3 geografske skupine na rezervatima Terra Indígena Tremembé de Almofala (3,500; 2005.), Terra Indígena Tremembé de São José do Buriti (1,316; 2005) i Terra Indígena Tremembé do Córrego João Pereira (595, iste godine). Jezik je izumro a pripadnici plemena danas se služe portugalskim. 

## Vanjske poveznice
- Tremembé Do Brasil
- Tremembé  Arhivirana inačica izvorne stranice od 10. ožujka 2007. (Wayback Machine)